# Mikhail Yefimovich Katukov
Nguyên soái Thiết giáp Mikhail Yefimovich Katukov (tiếng Nga: Михаил Ефимович Катуков [katuˈkɔf] 17 tháng 9 [lịch cũ 4 tháng 9] năm 1900 - 8 tháng 6 năm 1976) là một tướng lĩnh chỉ huy quân thiết giáp nổi tiếng của Hồng quân trong và sau Thế chiến thứ hai. Ông được coi là một trong những chỉ huy thiết giáp tài năng nhất của Liên Xô. Cương vị chỉ huy đáng chú ý nhất của ông trong Chiến tranh Xô-Đức tại Tập đoàn quân xe tăng cận vệ 1, đơn vị mà ông chỉ huy trong các chiến dịch Vòng cung Kursk, Proskurov-Chernovtsy, Lvov-Sandomierz, Wisla-Oder và Berlin. Trước đó, ông từng chỉ huy Lữ đoàn xe tăng cận vệ 1 trong trận Moskva, và Quân đoàn cơ giới 3  trong Chiến dịch Sao Hỏa.

## Thiếu thời
Katukov sinh ngày 17 tháng 9 năm 1900 tại làng Bolshoe Uvarovo ở Kolomensky Uyezd, Moskva Governorate, nay ở Ozyory Urban Okrug của Moskva Oblast, trong một gia đình nông dân nghèo có 5 người con. Khi còn trẻ, ông đã làm việc trong trang trại bò sữa của một chủ đất địa phương. Dù vậy, ông cũng được đi học và từng tốt nghiệp trường tiểu học nông thôn. Năm 1912, ông được gửi đến một gia đình họ hàng ở Sankt-Peterburg, nơi ông làm việc như một cậu bé giao hàng trong một cửa hàng sữa, và sau đó là trong các nhà máy của thành phố.
Năm 1917, Katukov tham gia Cách mạng Tháng Mười, sau đó ông trở về Bolshoe Uvaravo để chăm sóc gia đình sau khi mẹ qua đời.

## Binh nghiệp
Katukov nhập ngũ với tư cách binh nhì vào năm 1919 và phục vụ Hồng quân trong Nội chiến Nga, được thăng đến chức vụ chỉ huy một đơn vị xe tăng trước chiến tranh. Năm 1935, ông tốt nghiệp Học viện Quân sự Stalin và vào tháng 7 năm 1936, ông được thăng cấp Đại úy. Tháng 10 năm 1938, ông được thăng cấp Thiếu tá với tư cách là sĩ quan chỉ huy Lữ đoàn xe tăng hạng nhẹ 5 thuộc Quân đoàn cơ giới 45. Trong cuộc Đại thanh trừng, Katukov đã may mắn sống sót.

### Chiến tranh Vệ quốc vĩ đại

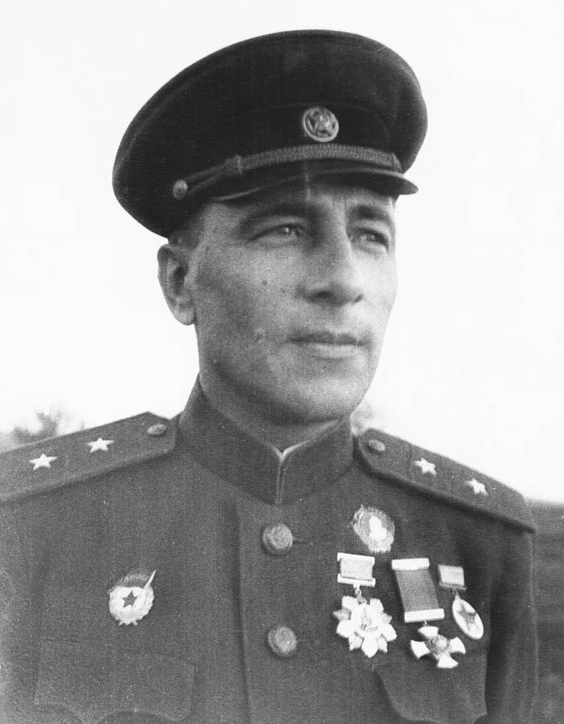
Trung tướng xe tăng Katukov năm 1943.

Khi cuộc chiến bắt đầu, ông đang là chỉ huy Lữ đoàn xe tăng 4. Trong trận Moskva năm 1941, Lữ đoàn xe tăng của Katukov, sau đó là một phần của Quân đoàn súng trường cận vệ 1, đã hãm được đà tiến Panzergruppe 2 của Guderian gần Tula. Để vinh danh thành tích này, đơn vị ông đã được đổi phiên hiệu thành Lữ đoàn xe tăng cận vệ 1.
Trong Chiến dịch Sao Hỏa tháng 12 năm 1942, đơn vị do Katukov chỉ huy đã đột kích sâu vào phòng tuyến của quân Đức ở Rhzev. Tháng 1 năm 1943, ông được bổ nhiệm giữ quyền chỉ huy Tập đoàn quân xe tăng cận vệ 1, vị trí mà ông giữ trong suốt thời gian chiến tranh.
Trong trận Kursk, đơn vị do Katukov chỉ huy là một trong hai đạo quân bị tổn thất nặng nề nhất trước cuộc tiến công ban đầu của quân Đức trên cánh phía nam. Thông qua việc sử dụng các cứ điểm được phòng thủ và bố trí tốt, các xe tăng ẩn nấp trong hầm và sử dụng các đòn phản công một cách khôn ngoan, Katukov đã thu được một số chiến quả cao. Dù quân Đức đột phá xuyên qua được tuyến phòng thủ, nhưng phải trả giá bằng những thiệt hại to lớn.
Ông chỉ huy đơn vị quân xe tăng của mình tham chiến trong các chiến dịch Proskurov-Chernovtsy, Lvov–Sandomierz, Wisla-Oder và trận Berlin 1945.
Mikhail Katukov được phong tặng danh hiệu Anh hùng Liên Xô hai lần (29 tháng 9 năm 1944 và 6 tháng 4 năm 1945).

### Sau chiến tranh
Sau chiến tranh, ông trở thành Chỉ huy trưởng lực lượng cơ giới của Cụm binh đoàn Liên Xô ở Đức, và sau đó là Tổng Thanh tra Quân đội.

## Giải thưởng và danh hiệu
- Hai lần Anh hùng Liên Xô
- 4 Huân chương Lenin
- 3 Huân chương Cờ đỏ
- 2 Huân chương Suvorov hạng nhất

Mộ của Katukov tại Nghĩa trang Novodevichy ở Moskva

- Huân chương Kutuzov, Hạng 1 và Hạng 2
- Huân chương Bogdan Khmelnitsky, hạng nhất
- Huân chương Sao đỏ

...

## Lược sử quân hàm
- Đại úy (tháng 7 năm 1936)
- Thiếu tá (02/01/1937)
- Đại tá (17/02/1938)
- Thiếu tướng xe tăng (11/10/1941)
- Trung tướng xe tăng (18/01/1943)
- Thượng tướng xe tăng (04/10/1944)
- Nguyên soái thiết giáp (10/05/1959)